# أوسكار فلايشر
أوسكار فلايشر (بالألمانية: Oskar Fleischer) (و. 1856 – 1933 م) هو عالم موسيقى، وأستاذ جامعي ألماني، ولد في تسوربيغ، توفي في برلين، عن عمر يناهز 77 عاماً.